# Pseudeuophrys iwatensis
Pseudeuophrys iwatensis là một loài nhện trong họ Salticidae.
Loài này thuộc chi Pseudeuophrys. Pseudeuophrys iwatensis được Bohdanowicz & Jerzy Prószyński miêu tả năm 1987.